# Halicryptus
Halicryptus is een geslacht in de taxonomische indeling van de peniswormen (Priapulida). Het geslacht werd in 1849 voor het eerst wetenschappelijk beschreven door Von Siebold.

## Onderliggende soorten
- Halicryptus higginsi
- Halicryptus spinulosus